# 南京师范大学附属小学
南京師範大學附屬小學，一般簡稱南師附小，由張之洞於清末光緒28年（1902年）提出籌建，曾經多次改名，院系調整時（1952年）由南京大學附屬小學改為南京師範大學附屬小學。現位於南京市玄武區學府路，由南京師範大學主辦，為南京市最為知名、師資力量最強大的小學之一。

## 歷史沿革
- 1902年三江師範學堂附屬小學堂籌建，張之洞最早在《創建三江師範學堂摺》中提出“其附屬小學堂一所，定學額為二百名。”
- 1905年更名為兩江師範學堂附屬小學堂。
- 1915年更名為南京高等師範學校附屬小學。
- 1923年更名為國立東南大學附屬小學。
- 1927年6月更名為國立第四中山大學實驗學校（小學部）。
- 1928年2月更名為國立江蘇大學實驗學校（小學部）。
- 1928年5月更名為國立中央大學實驗學校（小學部，或称中央大學實驗小学、中大實小）。
- 1937年抗戰爆發，國立中央大學實驗學校遷往貴陽馬鞍山。
- 1946年抗戰勝利後次年，馬鞍山中大實校遷回南京，小學部改為為國立中央大學附屬小學（中大附小），分設于大石橋、丁家橋。
- 1949年8月更名為國立南京大學附屬小學，分設附屬大石橋小學、附屬丁家橋小學。
- 1950年10月徑稱南京大學附屬小學，分設附屬大石橋小學、附屬丁家橋小學。
- 1952年南京大學師範學院獨立組建為南京師範學院，南京大學附屬小學改為南京師範學院附屬小學。
- 1984年南京師範學院更名為南京師範大學，南京師範學院附屬小學更名為南京師範大學附屬小學，簡稱“南師大附小”、“師大附小”或“南師附小”。

## 歷任校長
南京高等師範學校與國立東南大學附屬小學主任：
- 江謙（兼）
- 俞子夷[1]
- 鄭曉滄

國立中央大學實驗小學與國立中央大學附屬小學主任（校長）
- 金海觀
- 韋愨
- 張乃燕（兼）
- 羅炳之（兼）
- 龔啟昌（兼）
- 艾偉（兼）
- 周抑堂
- 雷震清
- 胡顏立

南京師範學院附屬小學校長
- 徐允昭

南京師範大學附屬小學校長

## 曾執教的名師
- 任桐君
- 斯霞

## 知名校友
- 无名氏，作家，所著《北極風情畫》、《塔里的女人》二書為現代白話文學最暢銷書。
- 陳夢家，古文字學家、考古專家，詩人。
- 李國鼎，「臺灣經濟發展奇跡的締造者」，「臺灣科技之父」
- 單淑子，畫家
- 沈申甫，航空工程專家、流體力學家，美國國家工程院院士、臺灣中央研究院院士。
- 朱書麟，水電工程專家，曾任臺灣電力公司總經理、中國工程師學會理事長。
- 陳夢熊，水文地質學家，中國科學院院士
- 韓德馨，煤炭資源與勘查專家，中國工程院院士
- 何風生，醫學專家，中國工程院院士
- 王世真，生物化學家、核醫學家，中國科學院院士
- 毛二可，電子、雷達專家，中國工程院院士
- 錢匡武，金屬材料學家，曾任福州大學校長
- 鄒堅，曾任中華民國海軍專科學校校長、海軍總司令、國防部副參謀總長兼執行官等職，海軍上將。
- 俞啟威，曾任天津市市長、國家技術委員會主任兼第一機械工業部部長等職。
- 許國志，運籌學家和系統工程專家，中國工程院院士
- 朱葵，畫家

## 關聯
- 南京師範大學附屬中學
- 南京師範大學
- 南京大學
- 國立南京大學
- 國立中央大學
- 南京大學附屬丁家橋小學
- 鼓樓幼兒園（原南京高等師範學校與國立東南大學教育科實驗幼稚園）

## 外部連結
- 南京師範大學附屬小學（页面存档备份，存于）